# Armorial des freguesias de Figueiró dos Vinhos
- il comporte peu ou pas de sources.
- il reste des blasons à dessiner dans cet armorial.

Cette page donne les armoiries (figures et blasonnements) des freguesias de Figueiró dos Vinhos. 
| Image | Nom de la commune et blasonnement |
| ----- | --------------------------------- |
|       | Aguda                             |
|       | Arega                             |
|       | Bairradas                         |
|       | Campelo                           |
|       | Figueiró dos Vinhos               |